# Дмитриевка (Кемеровский район)
Дми́триевка — деревня в Кемеровском районе Кемеровской области. Входит в состав Арсентьевского сельского поселения.

## География
Центральная часть населённого пункта расположена на высоте 192 метров над уровнем моря.

## Население
По данным Всероссийской переписи населения 2010 года, в деревне Дмитриевка проживает 34 человека (22 мужчины, 12 женщин).